# Jean Shy
Jean Shy (* 19. September 1950 in Chicago) ist eine US-amerikanische Sängerin von Soul, Blues, Rhythm & Blues, Rock, Jazz und Gospel. Sie ist auch Songwriterin und Schauspielerin.
Shy kommt vom Gospelgesang und wurde noch an der High School für Chess Records und danach von Brunswick Records unter Vertrag genommen. Sie singt seit einem ersten Auftritt 1978 in Frankfurt am Main im Jazzkeller häufig in Deutschland. 1979 hatte sie in den USA einen Disco Hit mit Night Dancer. 1981 trat sie auf dem Lahnsteiner Bluesfestival des SWF auf mit der Frankfurt City Blues Band. 1983 erschien ihr erstes Album Maze (King Edward Records). 1984 folgte das Album Tough Enough mit ihrer eigenen Band, erst Streetblues und schließlich Jean Shy & The Shy Guys genannt. Sie arbeitet abwechselnd in Los Angeles, wo sie insbesondere fürs Fernsehen arbeitet, unter anderem als Schauspielerin in Serien, mit eigenen Talk-Shows in Kabelsendern und in der Werbung, und Deutschland. Mit dem House-Titel Summernation (mit N678ALL featuring Jean Shy) landete sie in den British Dance Charts.
Sie wechselt zwischen verschiedenen musikalischen Genres von Dance Music bis Soul bis Rock und Blues, Gospel (auf ihrem ersten Gospel Album Amazing Grace 1999) und Jazz, den sie insbesondere mit der The Climax Band Cologne aufnimmt und aufführt sowie ab 2002 mit dem polnischen Jazz Band Ball Orchestra. Für ihr Album The Blues Got Soul (2009, King Edward Records) wurde sie für die Blues Music Awards der Blues Foundation nominiert. Die nachfolgende Veröffentlichung der Jean Shy & Friends CD Blow Top Blues (2010, King Edward Records) wurde von den Independent Music Awards für Blues Album des Jahres nominiert. 

## Lexikalischer Eintrag
- Carlo Bohländer, Karl Heinz Holler, Christian Pfarr: Reclams Jazzführer. 3., neubearbeitete und erweiterte Auflage. Reclam, Stuttgart 1989, ISBN 3-15-010355-X.